# Club Jorge Wilstermann
Il Club Jorge Wilstermann è una società di calcio boliviana della città di Cochabamba. Milita nella Primera División, la massima serie del campionato boliviano di calcio.

## Storia
Fu fondata nel 1949 da un gruppo di lavoratori del Lloyd Aéreo Boliviano con lo scopo di rappresentare l'azienda a livello locale. Inizialmente ebbe il nome di San José de la Banda, con maglia di colori azzurro-bianco, in seguito cambiò denominazione in quella attuale in omaggio al primo aviatore commerciale della Bolivia, Jorge Wilstermann.
Il cromatismo del club mutò durante la gestione di Jorge Rojas Tardío, che suggerì i colori attuali come simbolo di forza, tenacia e dedizione totale al campo di gioco.

## Palmarès

### Competizioni nazionali
- Campionato boliviano: 8

1980, 1981, 2000, 2006 ST, Apertura 2010, Clausura 2016, Apertura 2018, Clausura 2019
- Copa Simón Bolívar:
  - Vittorie: 6 (1958, 1959, 1960, 1967, 1972, 1973)
  - Secondi Posti  : 2 (1965, 1974)

- Copa Aerosur: 2

2004, 2011
- Copa Bolivia: 3

1976, 1991, 1998

### Altri piazzamenti
- Campionato boliviano:

Secondo posto: 1978, 1985, 1994, Apertura 1998, Clausura 2003
Terzo posto: Apertura 2004
- Copa Aerosur:

Finalista: 2008, 2009, 2010
- Liga Nacional B:

Terzo posto: 2011-2012
- Coppa Libertadores:

Semifinalista: 1981

## Risultati nelle competizioni CONMEBOL
- Coppa Libertadores: 17 partecipazioni

1960: Primo turno
1961: Quarti di finale
1966: Primo turno
1968: Primo turno
1973: Primo turno
1974: Primo turno
1975: Primo turno
1979: Primo turno
1981: Semifinali
1982: Primo turno
1986: Primo turno
1995: Primo turno
1999: Ottavi di finale
2001: Prima fase
2004: Prima fase
2011: Fase Gironi
2017: Quarti di finale
- Coppa Sudamericana: 3 partecipazioni

2007: Fase preliminare
2014: Fase preliminare
2016: Fase preliminare
- Coppa Libertadores Under 20: 1 partecipazioni

2011: Fase a gruppi

## Organico

### Rosa 2019
| N. |                      | Ruolo | Calciatore        |
| -- | -------------------- | ----- | ----------------- |
| 1  | Cile (bandiera)      | P     | Raúl Olivares     |
| 2  | Brasile (bandiera)   | D     | Alex Silva        |
| 4  | Bolivia (bandiera)   | D     | Juan Pablo Aponte |
| 5  | Bolivia (bandiera)   | D     | Jorge Ayala       |
| 7  | Argentina (bandiera) | A     | Marcelo Bergese   |
| 8  | Brasile (bandiera)   | A     | Carlinhos         |
| 9  | Argentina (bandiera) | C     | Cristian Chávez   |
| 10 | Brasile (bandiera)   | C     | Serginho          |
| 11 | Bolivia (bandiera)   | C     | Alejandro Meleán  |
| 12 | Bolivia (bandiera)   | P     | Osvaldo Nova      |
| 13 | Bolivia (bandiera)   | C     | Daniel Mancilla   |
| 14 | Bolivia (bandiera)   | D     | Jorge Ortíz       |
| 15 | Bolivia (bandiera)   | C     | Cristian Machado  |

| N. |                    | Ruolo | Calciatore                |
| -- | ------------------ | ----- | ------------------------- |
| 18 | Bolivia (bandiera) | A     | Ricardo Pedriel           |
| 19 | Bolivia (bandiera) | A     | Gilbert Álvarez           |
| 21 | Bolivia (bandiera) | P     | Alex Arancibia            |
| 22 | Bolivia (bandiera) | D     | Edward Zenteno (capitano) |
| 23 | Bolivia (bandiera) | C     | Fernando Saucedo          |
| 24 | Bolivia (bandiera) | D     | Oscar Vaca                |
| 26 | Bolivia (bandiera) | A     | Matías Barrón             |
| 27 | Uruguay (bandiera) | D     | Enrique Díaz              |
| 28 | Bolivia (bandiera) | D     | Omar Morales              |
| 29 | Bolivia (bandiera) | C     | Miguel Bengolea           |
| 30 | Bolivia (bandiera) | C     | Rudy Cardozo              |
|    | Bolivia (bandiera) | A     | Bruno Miranda             |